# Edgar Schein
Edgar Henry Schein (Zurigo, 5 marzo 1928 – Palo Alto, 26 gennaio 2023) è stato uno psicologo statunitense.
Uno dei suoi principali interessi fu la cultura organizzativa.

## Biografia
Edgar Schein ha frequentato l'Università di Chicago e poi l'Università di Stanford dove ottenne un master in psicologia (1949) e l'Università di Harvard, conseguendo un dottorato di ricerca in psicologia sociale (1952). 
Si arruolò nell'esercito americano con il ruolo di capitano dal 1952 al 1956. In quest'ultimo anno ha preso parte allo Sloan School of Management del MIT, dove nel 1964 ottenne la cattedra di Psicologia e Gestione Organizzativa.
Negli anni successivi (1968 - 1971) divenne presidente del Organization Studies Group della Sloan School del MIT. Fu attivo fino al 2006, quando lasciò il MIT e ottenne la carica di professore emerito.
È stato un ricercatore molto attivo: ha scritto quattordici libri (come "Culture d'impresa. Come affrontare con successo le transizioni e i cambiamenti organizzativi" 1999 e "Cultura d'azienda e leadership" 1985, 1992, 2004), molti interventi su riviste specializzate oltre a essere coautore di varie opere.
Schein ha ottenuto molti premi per i suoi saggi; tra i vari riconoscimenti, il "Lifetime Achievement Award" nel 2000 e il "Marion Gislason Award" presso la Boston University nel 2002.

## Opere principali
Le principali opere sviluppate da Edgar Schein sono state le seguenti:

### "Le forme dell'aiuto. Come costruire e sostenere relazioni efficaci"
Spesso notiamo che le nostre offerte di aiuto si dimostrano inefficaci o vengono, a volte, rifiutate. Perché è così difficile dare e ricevere aiuto? Per Edgar Schein, autore dell'opera "Le forme dell'aiuto. Come costruire e sostenere relazioni efficaci", la risposta sta nella mancata comprensione delle dinamiche psicologiche e sociali che sottendono le relazioni d'aiuto. Il momento della richiesta e dell'offerta di aiuto è particolarmente difficile. In questo testo, l'autore presenta modalità ed esempi che rendono chiaro quale tipo di approccio è opportuno usare nell'offrire l'aiuto in maniera efficace in ogni situazione. Schein ci mostra come evitare gli squilibri di potere e creare una base di fiducia. Oltre che a ogni tipo di aiuto individuale nelle relazioni personali e professionali, nell'insegnamento e nel lavoro sociale, di queste indicazioni si può usufruire anche nel teamwork e nella leadership organizzativa. 

### "La consulenza di processo. Come costruire le relazioni d'aiuto e promuovere lo sviluppo organizzativo"
Relazione è la parola chiave dell'intera opera. Per l'autore, una relazione di aiuto deve essere in grado di rappresentare una opportunità di crescita professionale e personale per ogni persona. L'autore, inoltre, evidenzia l'importanza del come la relazione nasca rispetto al che cosa si voglia realizzare e, a proposito di questo, egli propone alcune linee guida a cui ispirarsi per la costruzione di ogni singola relazione.

### "Culture d'impresa. Come affrontare con successo le transizioni e i cambiamenti organizzativi"
Per analizzare, comprendere, modificare la psicologia di lavoro di un'azienda, secondo Schein , occorre rifarsi a tre livelli di cultura: gli artefatti, i valori dichiarati e gli assunti taciti condivisi . Per artefatti si fa riferimento a strutture visibili di un'azienda. Al secondo livello si pongono invece, le strategie, gli obiettivi e le filosofie di un'azienda. Al terzo livello, troviamo gli assunti taciti condivisi che coincidono con le ragioni storiche del successo di quell'azienda. Ai soliti sondaggi, sono preferibili metodiche di indagine aziendale che prevedono domande dirette e personali, alla ricerca delle affermazioni dei valori dichiarati e delle distonie dei sentimenti che sono rilevabili in relazione a quanto affermato. È dal confronto tra artefatti e valori e dal rilevamento delle incoerenze fra il proprio teorema organizzativo e le azioni che ne derivano, che è possibile arrivare alla comprensione della natura di assunti taciti condivisi.

### "Lezioni di consulenza. L'attualità della consulenza di processo come risposta necessaria alle sfide dello sviluppo organizzativo"
In questa opera, l'autore, ha trattato il concetto di consulenza di processo intesa come relazione di aiuto tra persone, gruppi, organizzazioni.
La premessa centrale di questo modello è che il cliente possiede il problema all'inizio e per tutta la durata della consulenza. Il consulente aiuterà il cliente a trattare il problema senza mai appropriarsene. Il cliente dovrà partecipare attivamente a tutte le fasi diagnostiche e partecipare attivamente alla formulazione dei rimedi, poiché solo il cliente sa che cosa è fattibile e che cosa funziona nel suo contesto culturale e organizzativo. Questo tipo di consulenza si basa sull'aiutare gli altri ad aiutare se stessi e non sulla soluzione dei problemi al posto degli altri.

### "Cultura d'azienda e leadership"
In questa opera, l'autore, pone come centrale, l'idea che l'analisi di un'organizzazione consiste essenzialmente, nello studiare la sua cultura. Questo perché, in un'organizzazione, la cultura è la cosa più importante, è, infatti, ciò che consente di spiegarne la struttura, le scelte strategiche, il reclutamento e la condotta di ogni singolo individuo.
L'autore cerca poi di trovare una soluzione alla domanda : che cos'è una cultura organizzativa? dandone la seguente definizione: la cultura organizzativa è l'insieme coerente di assunti fondamentali che un gruppo ha inventato, scoperto o sviluppato, imparando ad affrontare i suoi problemi di adattamento esterno e di integrazione interna, e che hanno funzionato abbastanza bene da poter essere considerati validi e perciò tali da poter essere insegnati a nuovi membri come il modo corretto di percepire e pensare in relazione a quei problemi.

### "L'arte di far domande. Quando ascoltare è meglio che parlare"
Comunicare non significa soltanto parlare, spesso si dimenticano l'ascolto e la capacità di fare delle buone domande.
Secondo Schein bisognerebbe parlare meno e fare delle domande corrette. Questo vale per ogni persona ma in particolare per i leader delle organizzazioni.
Un buon leader dovrebbe infatti, capire quando è il momento di chiedere e di mettersi in ascolto in maniera umile. Esprimere domande e ascoltare genera un clima di fiducia reciproca e facilita la comunicazione dal basso verso l'alto, cosa indispensabile nelle organizzazioni al giorno d'oggi.

## Il suo pensiero

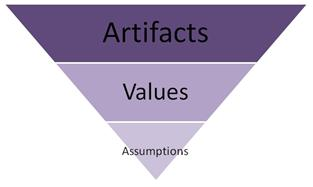

La cultura viene ritenuta un fenomeno dinamico ed una struttura che ci influenza in molti modi. Essa viene creata e modificata attraverso le nostre interazioni con gli altri ed i nostri comportamenti. La cultura viene inoltre considerata l'elemento fondante di un'organizzazione, e sulla base di ciò, Edgar Schein ritiene che per analizzare un'organizzazione sia necessario studiare proprio la cultura organizzativa di essa.
La cultura organizzativa di un'azienda viene creata e gestita dai leader della stessa e si può dire che, in parte, rispecchia la loro personalità. 
Edgar Schein definisce la cultura organizzativa come: l'insieme coerente di assunti fondamentali che un dato gruppo ha inventato scoperto o sviluppato imparando ad affrontare problemi di adattamento esterno di integrazione interna e che hanno funzionato abbastanza bene da potere essere indicati ed insegnati ai nuovi membri come il modo corretto di percepire, pensare e sentire in relazione a quei bisogni.
Essa può essere analizzata attraverso alcuni livelli intendendo con il termine livello il grado in cui il fenomeno culturale è visibile ad un osservatore.
Tali livelli spaziano dal tangibile, all'inconsapevole comprendendo credenze, valori, norme e regole del comportamento che i membri di una cultura utilizzano come modo di presentare la propria.
I livelli più rilevanti per l'analisi di una cultura sono: artefatti, credenze e valori adottati, assunti fondamentali di base.

### Artefatti
Il livello più esterno è quello degli artefatti e comprende processi, strutture visibili e comportamenti osservabili di un nuovo gruppo con una cultura sconosciuta.
I fenomeni visibili sono costituiti dai prodotti visibili del gruppo come la struttura dell'ambiente fisico, il modo di vestire degli appartenenti al gruppo, il loro modo di parlare (linguaggio) i miti ed i racconti narrati per tramandare la storia dell'organizzazione uniti alla celebrazione di riti e cerimonie.
Gli artefatti sono caratterizzati dall'essere semplici da osservare ma difficili da descrivere perché gli osservatori possono descrivere ciò che vedono e sentono ma non possono ricostruire il significato di quei prodotti per un gruppo. Ad esempio sia gli Egizi che i Maya costruirono piramidi alte e visibili, ma il significato di esse era molto diverso in ogni cultura, infatti potevano essere tombe, templi od entrambi insieme.

### Credenze e Valori adottati
Tutto ciò che viene appreso ed "imparato" all'interno di un gruppo o di un'organizzazione, riflette le credenze ed i valori di qualcuno. Infatti,
quando si forma un nuovo gruppo o nel momento in cui esso si trova ad affrontare un problema o un compito, la prima soluzione proposta riflette ciò che è giusto o sbagliato, quindi riflette la soluzione che darà o meno risultato.. La proposta che prevale per la risoluzione del problema, sarà quella avanzata dagli individui che verranno successivamente identificati come fondatori, come capi. Qualsiasi proposta verrà percepita come volontà del capo in quanto non sarà presente nessuna azione comune, nessuna scelta condivisa del gruppo. Ad esempio se all'interno di una ditta giovane le vendite calano, un direttore potrebbe suggerire di aumentare la pubblicità in quanto la credenza afferma che la pubblicità aiuti sempre ad aumentare le vendite. In questa situazione, il gruppo, non avendo esperienza, percepirà tale affermazione come credenza del direttore. nel caso in cui il direttore riesca a convincere il gruppo ad agire per la sua credenza ed il problema verrà risolto, il gruppo avrà una percezione condivisa del successo ed il valore appreso (ad esempio la pubblicità è buona) sarà trasformato gradualmente in valore o credenza condivisa fino ad ipotesi (assunzione) condivisa.
Solamente le credenze ed i valori che risolvono in modo proficuo i problemi del gruppo, vengono trasformate in ipotesi.

### Assunti fondamentali di base
Il livello inferiore è costituito dalle ipotesi fondamentali ovvero dagli atti presi come dato di fatto, credenze e valori esistenti a livello inconscio, regole non scritte, convinzioni date per scontate che determinano i comportamenti, i pensieri, le percezioni ed i sentimenti all'interno di un'organizzazione. Chi non prende in considerazione tali valori viene visto come un "estraneo".
Ogni cultura rivela ai propri membri la loro identità ed i comportamenti che essi devono adottare nei confronti di ciascun individuo. Tali elementi però sono differenti in ciascuna cultura e per questo si afferma che cambiare cultura provoca ansia ed inquietudine.